# Vlaams Belang Jongeren
Vlaams Belang Jongeren of VBJ is de jongerenafdeling van de Vlaamse politieke partij Vlaams Belang. Tot de veroordeling van moederpartij Vlaams Blok in 2004 was de naam van de organisatie Vlaams Blok Jongeren. De huidige voorzitter van VBJ is Mercina Claesen. Ook Tom Van Grieken (de huidige voorzitter van het Vlaams Belang) is voorzitter geweest van Vlaams Belang Jongeren.
De Vlaams Belang Jongeren stellen zich als missie "militante en sociaalbewuste jongeren" te groeperen "die zich inzetten voor het politieke programma van het Vlaams Belang." De organisatie noemt zichzelf volksbewust en stelt de Europese normen en waarden uit te dragen "als principiële voorhoede voor de leiders van morgen."

## Geschiedenis
Het Vlaams Blok had sinds haar beginjaren een grote jonge aanhang. Oorspronkelijk was die vooral te vinden in verwante organisaties zoals Jongeren Actief van Xavier Buisseret, maar in 1987 verenigde Filip Dewinter de jeugd van de partij in de Vlaams Blok Jongeren. Toen de moederpartij in 2004 werd veroordeeld en haar naam veranderde naar Vlaams Belang, werd ook VBJ omgedoopt tot Vlaams Belang Jongeren. Doorheen haar geschiedenis organiseerde VBJ regelmatig activiteiten met andere organisaties uit de Vlaamse Beweging, zoals onder meer Voorpost en de Nationalistische Studentenvereniging.

## Voorzitters
| Voorzitter                          | Periode                          |
| Vlaams Blok Jongeren (1987-2004)    | Vlaams Blok Jongeren (1987-2004) |
| ----------------------------------- | -------------------------------- |
| Filip Dewinter                      | 1987-1990                        |
| Jan Huijbrechts                     | 1990-1992                        |
| Karim Van Overmeire                 | 1992-1995                        |
| Philip Claeys                       | 1995-1999                        |
| Jürgen Branckaert                   | 1999-2000                        |
| Frederic Erens                      | 2000-2004                        |
| Vlaams Belang Jongeren (2004-heden) |                                  |
| Hans Verreyt                        | 2004-2009                        |
| Barbara Pas                         | 2009-2011                        |
| Tom Van Grieken                     | 2011-2014                        |
| Reccino Van Lommel                  | 2014-2016                        |
| Bart Claes                          | 2016-2020                        |
| Filip Brusselmans                   | 2020-2025                        |
| Mercina Claesen                     | 2025-heden                       |

## Standpunten
De Vlaams Belang Jongeren streven dezelfde doelen na als hun moederpartij, maar spitsen zich vaak toe op specifieke jongerenthema's. In tegenstelling tot verschillende andere jongerenbewegingen heeft VBJ geen traditie van ingaan tegen de moederpartij. Wat radicaliteit betreft, kon de organisatie haar moederpartij naar eigen zeggen immers altijd vertrouwen.
Thema's die VBJ regelmatig onder de aandacht brengt zijn:
- Vlaamse onafhankelijkheid: De Vlaams Belang Jongeren kiezen ronduit voor een onafhankelijk Vlaanderen, dat de historische banden met Nederland en Zuid-Afrika terug aanhaalt. Als volksnationalistische beweging, steunt VBJ ook het onafhankelijkheidsstreven van onder meer de Schotten, de Catalanen, de Zuid-Tirolers...
- Verzet tegen de massamigratie: De Vlaams Belang Jongeren zien de massale migratie vanuit Afrika en het Midden-Oosten als een bedreiging voor het Vlaamse volk en de Europese beschaving. Ze stellen ook dat migranten die in Europa blijven, zich aan moeten passen aan hun nieuwe gastland.
- Veiligheid: Tegenover criminaliteit en onveiligheid, zeker voor jongeren, moet voor VBJ kordaat worden opgetreden. De jongeren organiseerden in het verleden dan ook meerdere campagnes onder thema's als "Recht op veilig onderwijs" en "Recht op veilig fuiven".
- Drugs: VBJ is tegenstander van het gebruik van drugs, zowel hard-drugs als zogenaamde soft-drugs zoals marihuana. De organisatie is dan ook erg kritisch tegenover gedoogbeleid en voorstellen om drugs te legaliseren.
- VBJ heeft een kliklijn opgericht om leerlingen en ouders aan te moedigen om linkse leerkrachten te melden. Volgens critici is deze kliklijn is een vorm van intimidatie van leerkrachten en een schending van de vrijheid van meningsuiting.
- Europese Unie: De Vlaams Belang Jongeren zijn eurosceptisch en zien een verdere overdracht van bevoegdheden naar de Europese Unie niet zitten. Ook de toetreding van Turkije tot de EU is voor VBJ absoluut onaanvaardbaar.
- Dierenrechten: VBJ is voorstander van dierenrechten en voerde hier onder het thema 'Met de dieren, tegen de beesten' campagnes rond.

## Activiteiten

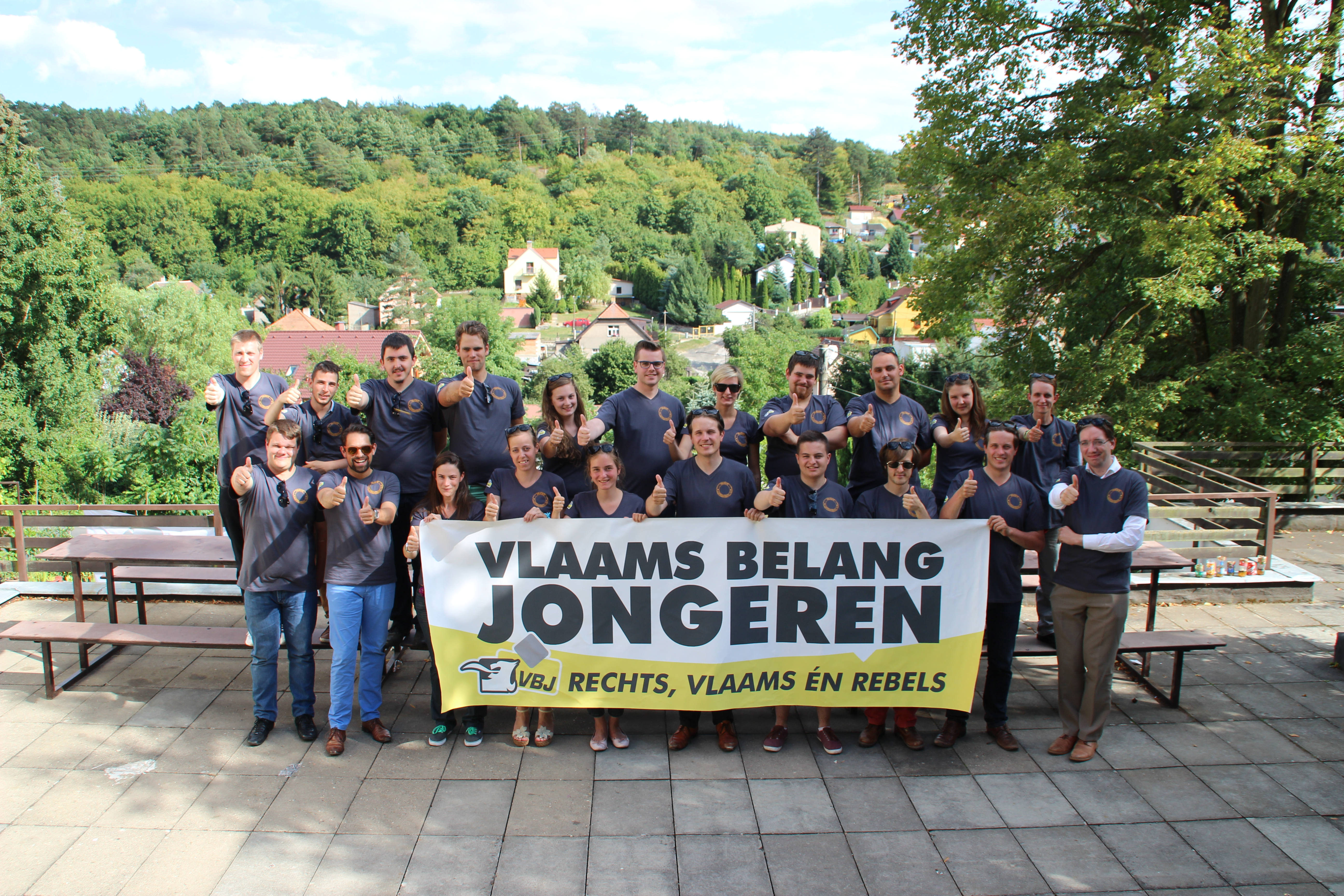
VBJ op Zomeruniversiteit in Praag.

De Vlaams Belang Jongeren organiseren het hele jaar door activiteiten. Deze kunnen politieke vorming inhouden, bijvoorbeeld een lezing of een discussieavond, ontspannend van aard zijn, bijvoorbeeld een kroegentocht of een quiz, of het gaat over acties. De schoolpoortacties zijn een van de voornaamste manieren waarop VBJ jongeren tracht te bereiken.
Regelmatig terugkerende activiteiten zijn:
- Algemeen ledencongres: Een tweejaarlijks congres waarop de leden van VBJ zich uitspreken over een kandidaat-voorzitter en zijn Raad van Bestuur.
- Zomeruniversiteit: Elk jaar trekken de Vlaams Belang Jongeren voor een ruime week naar het buitenland. Het programma combineert lezingen (regelmatig gegeven door de partijkopstukken), ontspanning en het leggen van contacten met bevriende organisaties uit Europa.
- Winteracademie: Een weekend in het voorjaar waar de VBJ'ers naar een Vlaamse stad trekken voor een programma met politieke vorming en ontspanning.
- Goed GezinD: De jaarlijkse gezinsdag van de Vlaams Belang Jongeren.
- Nacht van de Militant: Een avond waarop VBJ haar eigen militanten en die van de ruime Vlaamse Beweging bedankt, onder meer met enkele gratis vaten.
- Zomertour: Tijdens de zomer trekken de Vlaams Belang Jongeren enkele dagen naar de kust, waar ze promotie maken en meetings organiseren.

## Publicaties
Als eerste tijdschrift verscheen de 'VBJ-Nieuwsbrief' die al gauw tot 'Vrij Vlaanderen' werd omgedoopt. Later ontstond naast Vrij Vlaanderen ook 'Breuklijn', een tweede publicatie die dieper op bepaalde ideologische thema's ingaat. Vrij Vlaanderen werd onder het voorzitterschap van Barbara Pas vervangen door enkele pagina's in het tijdschrift van de moederpartij.
Eind 2013 verscheen terug een nieuw ledenblad dat minstens vier keer per jaar verschijnt onder de naam Rebel! Zowel Rebel! als Breuklijn zijn inmiddels ook online raadpleegbaar.

## YEAH
Op Europees niveau waren de Vlaams Belang Jongeren onder Tom Van Grieken een van de stichtende organisaties van de Young European Alliance for Hope of kortweg 'YEAH'. Deze koepelorganisatie verenigt nationalistische en vrijheidslievende jongerenorganisaties die verbonden zijn aan het Europa van Naties en Vrijheid of ENV, de Europese fractie waarbij het Vlaams Belang aangesloten is.
Naast VBJ zijn ook de Movimento Giovanni Padani (de jongeren van de Lega Nord), het Front National de la Jeunesse (de jongeren van het Front National) en de Ring Freiheitlicher Jugend (de jongeren van de Freiheitliche Partei Österreichs) bij YEAH aangesloten.